# Ернст Бернхард
Ернст Бернхард (на немски: Ernst Bernhard) е германски лекар, психолог и психоаналитик.

## Биография
Роден е на 18 септември 1896 година в Берлин, Германия, в еврейско семейство. Става лекар, работи като педиатър.
След като преминава обучителна анализа с Ото Фенихел и Шандор Радо, Бернхард започва да работи върху юнгианските архетипи.
От 1935 г. в Цюрих работи с Карл Густав Юнг, който става последовател на радикални теории в областта на архетипите, съчетани с различни езотерични и теософски тези. Влиза в контакт с една малка група от фройдисти начело с Едуардо Вайс. Приятелството с Едуард Вайс също така означава хармония между първите юнгианци и фройдистите.
Умира на 29 юни 1965 година в Рим, Италия, на 68-годишна възраст.